# هیو داونی، هشتمین ویسکونت داون
هیو داونی، هشتمین ویسکونت داون (انگلیسی: Hugh Dawnay, 8th Viscount Downe; ۲۰ ژوئیهٔ ۱۸۴۴ – ۲۱ ژانویهٔ ۱۹۲۴) نظامی و سیاست‌مدار اهل جمهوری ایرلند بود.